# Нагороди Дагестану
Державні нагороди Республіки Дагестан — нагороди суб'єкта Російської Федерації засновані Державною Радою Республіки Дагестан, згідно з Законом Республіки Дагестан від 2 жовтня 1995 року № 6 «Про Державні нагороди Республіки Дагестан».
Відповідно до закону, нагородами Республіки є:
- Орден «За заслуги перед Республікою Дагестан»;
- Орден Матері;
- Медаль «За внесок в соціально-економічний розвиток Республіки Дагестан»;
- Медаль «За доблесну працю»;
- Медаль «За заслуги в галузі фізичної культури і спорту в Республіці Дагестан»;
- Медаль імені Амет-Хана Султана «За внесок у патріотичне виховання молоді»;
- Почесна Грамота Республіки Дагестан;
- Почесний знак Республіки Дагестан «За любов до рідної землі»;
- Почесні звання Республіки Дагестан.

Крім того Указом Глави Республіки Дагестан від 16 грудня 2014 року № 277 «Про Знаку Глави Республіки Дагестан» Подяка за внесок у розвиток Дагестану "" в перелік нагород Дагестану був включений:
- Знак Глави Республіки Дагестан «Подяка за внесок у розвиток Дагестану».

До державних нагород Республіки Дагестан також прирівнюються почесні звання Дагестанської АРСР, почесні грамоти Президії Верховної Ради і Верховного Ради Дагестанської АРСР.
Нагороди Республіки Дагестан призначені для заохочення працівників установ, організацій і підприємств Республіки Дагестан, військовослужбовців, співробітників силових відомств, а також інших громадян Російської Федерації і громадян іноземних держав, за заслуги перед Республікою Дагестан.

## Види нагород Дагестану

### Державні нагороди
| Зображення нагороди | Найменування нагороди                                                                          | Дата заснування        | Правила нагородження | Джерело |
| ------------------- | ---------------------------------------------------------------------------------------------- | ---------------------- | --- | --- |
|                     | Орден «За заслуги перед Республікою Дагестан»                                                  | 11 березня 2008 року   | Орден «За заслуги перед Республікою Дагестан» є вищою державною нагородою Республіки Дагестан. Орденом нагороджуються громадяни за видатні заслуги в розвитку державності Республіки Дагестан, забезпеченні прав і свобод громадян, розвитку економіки, культури, науки, освіти, охорони здоров'я, мистецтва і спорту, за проявлені відвагу і мужність при охороні громадського порядку. Особам, нагородженим орденом, виплачується одноразова грошова заохочення в розмірі 50000 рублів за рахунок коштів республіканського бюджету Республіки Дагестан в порядку, визначеному Урядом Республіки Дагестан. | Закон Республіки Дагестан від 11 березня 2008 року № 13 «Про внесення змін до Закону про державні нагороди Республіки Дагестан» [Архівовано 13 грудня 2019 у Wayback Machine.]    |
|                     | Орден Матері                                                                                   | 30 квітня 2015 року    | Орден Матері є державною нагородою Республіки Дагестан, яка започаткована з метою підвищення соціальної ролі і статусу жінки-матері, а також заохочення жінок в Республіці Дагестан за заслуги в зміцненні інституту сім'ї і вихованні дітей. Орденом Матері нагороджуються багатодітні матері, які постійно проживають на території Республіки Дагестан не менше 5 останніх років, які народили та (або) гідно виховали десятьох і більше дітей, при досягненні молодшою дитиною віку одного року. Особам, нагородженим орденом Матері, виплачується одноразова грошова заохочення в розмірі 50000 рублів за рахунок коштів республіканського бюджету Республіки Дагестан в порядку, визначеному Урядом Республіки Дагестан. | Закон Республіки Дагестан від 30 квітня 2015 року № 46 «Про внесення змін до Закону про державні нагороди Республіки Дагестан» [Архівовано 13 грудня 2019 у Wayback Machine.]     |
|                     | Медаль «За внесок в соціально-економічний розвиток Республіки Дагестан»                        | 30 квітня 2015 року    | Медаллю «За внесок в соціально-економічний розвиток Республіки Дагестан» нагороджуються громадяни за істотний внесок у соціально-економічний і культурний розвиток Республіки Дагестан, в розвиток економічного і наукового потенціалу республіки, за заслуги в державній та громадській діяльності. Особи, нагороджені медаллю, носять її на лівій стороні грудей після орденів Республіки Дагестан. Особам, нагородженим медаллю, вручається посвідчення до медалі. | Закон Республіки Дагестан від 30 квітня 2015 року № 46 «Про внесення змін до Закону про державні нагороди Республіки Дагестан» [Архівовано 13 грудня 2019 у Wayback Machine.]     |
|                     | Медаль «За доблесну працю»                                                                     | 12 листопада 2015 року | Медаллю «За доблесну працю» нагороджуються громадяни за високі трудові досягнення в галузях економіки, науки, культури, освіти, охорони здоров'я, в здійсненні заходів щодо забезпечення законності, прав і свобод громадян, а також в інших сферах трудової діяльності. Особи, нагороджені медаллю «За доблесну працю», носять її на лівій стороні грудей. При наявності у нагороджених орденів і медалей Російської Федерації, СРСР, орденів Республіки Дагестан, медалі «За внесок в соціально-економічний розвиток Республіки Дагестан» медаль «За доблесну працю» мають у своєму розпорядженні після них. Особам, нагородженим медаллю, вручається посвідчення до медалі.                                                | Закон Республіки Дагестан від 12 листопада 2015 року № 87 «Про внесення змін до Закону про державні нагороди Республіки Дагестан» [Архівовано 13 грудня 2019 у Wayback Machine.]  |
|                     | Медаль «За заслуги в галузі фізичної культури і спорту в Республіці Дагестан»                  | 8 лютого 2016 року     | Медаллю «За заслуги в галузі фізичної культури і спорту в Республіці Дагестан» нагороджуються громадяни за великі досягнення в галузі фізичної культури і спорту. Особи, нагороджені медаллю, носять її на лівій стороні грудей. При наявності у нагороджених орденів і медалей Російської Федерації, СРСР, орденів і медалей Республіки Дагестан медаль «„ За заслуги в галузі фізичної культури і спорту в Республіці Дагестан“ розташовується після медалі» За доблесну працю ". Особам, нагородженим медаллю, вручається посвідчення до медалі. | Закон Республіки Дагестан від 8 лютого 2016 року № 7 «Про внесення змін до окремих законодавчих актів Республіки Дагестан» [Архівовано 27 жовтня 2019 у Wayback Machine.]         |
|                     | Медаль імені Амет-Хана Султана «За внесок у патріотичне виховання молоді»                      | 8 лютого 2016 року     | Медаллю імені Амет-Хана Султана «За внесок у патріотичне виховання молоді» нагороджуються громадяни та організації за значний внесок у патріотичне виховання молоді. Опис медалі затверджується Головою Республіки Дагестан. Особи, нагороджені медаллю імені Амет-Хана Султана, носять її на лівій стороні грудей. При наявності у нагороджених орденів і медалей Російської Федерації, СРСР, орденів і медалей Республіки Дагестан медаль імені Амет-Хана Султана «За внесок у патріотичне виховання молоді» розташовується після медалі «За заслуги в галузі фізичної культури і спорту в Республіці Дагестан». Особам, нагородженим медаллю, вручається посвідчення до медалі.                                            | Закон Республіки Дагестан від 8 лютого 2016 року № 7 «Про внесення змін до окремих законодавчих актів Республіки Дагестан» [Архівовано 27 жовтня 2019 у Wayback Machine.]–––      |
|                     | Почесна Грамота Республіки Дагестан — (Нагрудний знак до Почесної Грамоти Республіки Дагестан) | 2 жовтня 1995 року     | Нагородження Почесною Грамотою Республіки Дагестан проводиться за особливі заслуги в економіці, науці, культурі, мистецтві, захисті Вітчизни, державному будівництві, вихованні, освіті, охороні здоров'я, життя і прав громадян, у зміцненні миру і дружби між народами, благодійної діяльності та інші заслуги перед республікою. Почесною Грамотою Республіки Дагестан можуть нагороджуватися райони, міста та інші населені пункти, а також підприємства, установи і організації. Нагородження Почесною Грамотою Республіки Дагестан повторно не проводиться. Нагородженим Почесною Грамотою Республіки Дагестан вручається Почесна Грамота Республіки Дагестан встановленого зразка.                                     | Закон Республіки Дагестан від 2 жовтня 1995 року № 6 «Про державні нагороди Республіки Дагестан» [Архівовано 10 серпня 2019 у Wayback Machine.]                                   |
|                     | Почесний знак «За любов до рідної землі»                                                       | 13 березня 2015 року   | Почесним знаком Республіки Дагестан «За любов до рідної землі» нагороджуються громадяни за значний внесок у розвиток сільського господарства та сільських територій Республіки Дагестан. Опис почесного знака Республіки Дагестан «За любов до рідної землі» стверджується Главою Республіки Дагестан. Особи, удостоєні почесного знака, носять його на лівій стороні грудей. При наявності у нагороджених орденів і медалей Російської Федерації, СРСР, орденів і медалей Республіки Дагестан почесний знак розташовується нижче нагород Російської Федерації, СРСР і Республіки Дагестан. Особам, нагородженим почесним знаком, вручається посвідчення.                                                                     | Закон Республіки Дагестан від 13 березня 2015 року № 20 «Про внесення змін до Закону про державні нагороди Республіки Дагестан» [Архівовано 13 грудня 2019 у Wayback Machine.]––– |
|                     | Почесні звання Республіки Дагестан                                                             | 2 жовтня 1995 року     | Почесні звання Республіки Дагестан присвоюються за особливі заслуги в розвитку економіки, науки, охорони здоров'я, освіти, мистецтва, культури, обслуговування населення, зміцненні обороноздатності Вітчизни, за високу професійну майстерність, а також інші заслуги в державному, господарському, соціально-культурному будівництві, активну участь в суспільному житті республіки. Станом на 6 травня 2016 року в Республіці Дагестан було засновано 36 почесних звань. З них 5 народних (артист, поет (письменник), учитель, лікар, художник), 30 заслужених і одне звання — «почесний меценат Республіки Дагестан». | Закон Республіки Дагестан від 2 жовтня 1995 року № 6 «Про державні нагороди Республіки Дагестан» [Архівовано 10 серпня 2019 у Wayback Machine.]–––                                |

### Нагороди Глави Республіки Дагестан
| Зображення нагороди | Найменування нагороди                                                  | Дата заснування     | Правила нагородження | Джерело |
| ------------------- | ---------------------------------------------------------------------- | ------------------- | --- | --- |
|                     | Знак Глави Республіки Дагестан «Подяка за внесок у розвиток Дагестану» | 16 грудня 2014 року | Знак Глави Республіки Дагестан «Подяка за внесок у розвиток Дагестану» є видом заохочення громадян за забезпечення законності і правопорядку, великий внесок в економічний, соціальний, культурний розвиток Республіки Дагестан, сприяння в зміцненні миру і дружби між народами Республіки Дагестан, заслуги у державному будівництві, охорони здоров'я, життя і прав громадян, за проявлені мужність, сміливість і відвагу, а також за іншу діяльність, що сприяє соціально-економічному розвитку Республіки Дагестан. Знаком можуть заохочуватися громадяни Російської Федерації, іноземні громадяни, а також особи без громадянства. Знак вручається Головою Республіки Дагестан або уповноваженою ним посадовою особою особисто заохочений в урочистій обстановці. | Указ Глави Республіки Дагестан від 16 грудня 2014 року № 277 «Про Знаку Глави Республіки Дагестан» Подяка за внесок у розвиток Дагестану "" [Архівовано 28 лютого 2019 у Wayback Machine.] —  |
|                     | Подяка і лист подяки Глави Республіки Дагестан                         | 8 червня 2016 року  | Подяка Глави Республіки Дагестан є формою заохочення за внесок в розвиток державності, місцевого самоврядування, високі досягнення в господарській, науковій, соціально-культурній, громадській, благодійній діяльності, спрямованої на покращення життя громадян в Республіці Дагестан, за інші заслуги (досягнення) перед Республікою Дагестан . --- Лист подяки Глави Республіки Дагестан є формою заохочення за активну участь у підготовці та проведенні особливо значущих офіційних державних, культурних, спортивних та інших заходів республіканського, всеросійського і міжнародного рівнів, в зв'язку з ювілейними датами і професійними святами, а також за особистим рішенням Глави Республіки Дагестан — за інші заслуги.                                  | Указ Глави Республіки Дагестан від 8 червня 2016 року № 185 «Про Подяки Голови Республіки Дагестан і подячному листі Глави Республіки Дагестан» [Архівовано 6 лютого 2020 у Wayback Machine.] |

### Відомчі нагороди
| Зображення нагороди | Найменування нагороди                                           | Дата заснування | Правила нагородження | Джерело |
| ------------------- | --------------------------------------------------------------- | --------------- | --- | --- |
|                     | Нагрудний знак «Відмінник охорони здоров'я Республіки Дагестан» | 1999 рік        | Нагрудний знак «Відмінник охорони здоров'я Республіки Дагестан» є відомчим нагрудним знаком Міністерства охорони здоров'я Республіки Дагестан. Нагрудним знаком «Відмінник охорони здоров'я Республіки Дагестан» нагороджуються працівники системи охорони здоров'я, а також інші особи, які внесли особливий внесок у справу охорони здоров'я населення, які мають стаж роботи в системі охорони здоров'я 10 і більше років за багаторічну працю та особистий внесок у розвиток практичної охорони здоров'я, розробку, впровадження унікальних методів діагностики і лікування, активну участь в удосконаленні та реформуванні в галузі охорони здоров'я, розвиток медичної науки, освіти та інноваційної діяльності в галузі охорони здоров'я. | Наказ Міністерства охорони здоров'я Республіки Дагестан від 1999 року «Про нагрудний знак Відмінник охорони здоров'я Республіки Дагестан Міністерства охорони здоров'я Республіки Дагестан» |
|                     | Нагрудний знак «Відмінник освіти Республіки Дагестан»           | 13 грудня 2013  | Нагрудний знак «Відмінник освіти Республіки Дагестан» є відомчим нагрудним знаком Міністерства освіти і науки Республіки Дагестан. Нагрудний знак є заохоченням за заслуги і високі досягнення в галузі освіти і науки, значний внесок в розвиток освітньої, виховної, наукової та інноваційної діяльності, ефективне здійснення заходів щодо забезпечення захисту прав дітей-сиріт та дітей, які залишилися без піклування батьків, багаторічну сумлінну працю. Нагрудним знаком можуть бути нагороджені: - працівники освітніх організацій, муніципальних органів управління освітою, органів опіки та піклування; - трудові та творчі колективи освітніх організацій, громадські об'єднання та організації, які здійснюють благодійну та іншу суспільно корисну діяльність, спрямовану на соціальну підтримку дітей-сиріт і дітей, які залишилися без піклування батьків, розвиток системи освіти Республіки Дагестан. | Наказ від 13 грудня 2013 року № 4045 «Про нагрудний знак» Відмінник освіти Республіки Дагестан "" [Архівовано 28 лютого 2019 у Wayback Machine.] —                                          |

### Регіональні громадські нагороди
| Зображення нагороди | Найменування нагороди                                                         | Дата заснування | Правила нагородження | Джерело |
| ------------------- | ----------------------------------------------------------------------------- | --------------- | --- | --- |
|                     | Звання «Народний Герой Дагестану» — (Золота зірка Народного Героя Дагестану)  | 2005 рік        | Звання «Народний Герой Дагестану» є найвищою суспільною нагородою Республіки Дагестан заснованої в 2005 році міжнародним фондом імені імама Шаміля. Звання «Народний Герой Дагестану» присвоюється консолідованим рішенням громадських організацій регіону, які входять до громадського руху «Рідний Дагестан». До звання можуть бути представлені особи народжені на території Республіки Дагестан: - за видатні заслуги в області державної, економічної, господарської та наукової діяльності, соціального будівництва, трудові та інші досягнення; - за самовідданість, мужність і відвагу, проявлені при виконанні військового, громадянського чи службового обов'язку в умовах, пов'язаних з ризиком для життя; здобули всенародне повагу, популярність і визнання своїх заслуг у жителів Республіки Дагестан. | Інформація про заснування звання «Народний Герой Дагестану» [Архівовано 28 лютого 2019 у Wayback Machine.] —  |
|                     | Звання «Герой народного ополчення» — (Золота зірка Героя народного ополчення) | *               | Звання «Герой народного ополчення» засновано Дагестанської регіональною громадською організацією Надзвичайних ситуацій «інтербригад» і є вищою формою заохочення громадян виявили доблесть, самовідданість і мужність при захисті прав і життя громадян Республіки Дагестан в період з 7 серпня по 14 вересня 1999 року, в ході проведення операції з відображення збройного вторгнення бойовиків Басаєва і Хаттаба на території Ботліхского, Новолакского і Цумадінського районів Республіки Дагестан. Присвоєння звання здійснюється наказом командувача Дагестанської регіональною громадською організацією Надзвичайних ситуацій «інтербригад» генерал-майора Шаміля Асланова. | Інформація про заснування звання «Герой народного ополчення» [Архівовано 28 лютого 2019 у Wayback Machine.] — |
|                     | Медаль «Захиснику Дагестану»                                                  | 1999 рік        | Медаллю «Захиснику Дагестану» нагороджуються громадяни за особисту мужність і відвагу, проявлені при виконанні військового, службового та громадянського обов'язку, захисту конституційних прав громадян на території Республіки Дагестан в умовах, пов'язаних з ризиком для життя, в період з 7 серпня по 14 вересня 1999 року, в ході проведення операції по відображенню збройного вторгнення бойовиків Басаєва і Хаттаба на території Ботліхского, Новолакского і Цумадінського районів Республіки Дагестан. | Положення про медалі «Захиснику Дагестану» —                                                                  |

## Скасовані нагороди
| Зображення нагороди | Найменування нагороди               | Дата заснування                             | Правила нагородження | Джерело |
| ------------------- | ----------------------------------- | ------------------------------------------- | --- | --- |
|                     | Знак «За заслуги перед Республікою» | 2 жовтня 1995 року — скасований у 2008 році | До моменту заснування в 2008 році сучасного знака до почесним званням Республіки Дагестан і ордена «За заслуги перед Республікою Дагестан» знак «За заслуги перед Республікою» виконував роль нагрудного знака до почесним званням. Знак вручався особам, удостоєним почесних звань Республіки Дагестан за особливі заслуги в області розвитку суспільного виробництва, науки і техніки, народного освіти, охорони здоров'я, соціального забезпечення, мистецтва і культури, обслуговування населення, зміцнення оборони країни та високу професійну майстерність. | Закон Республіки Дагестан від 2 жовтня 1995 року № 6 «Про державні нагороди Республіки Дагестан» [Архівовано 10 серпня 2019 у Wayback Machine.] — |